# (2273) Yarilo
(2273) Yarilo (1975 EV1; 1958 XB; 1971 FO; 1977 TH8) ist ein Asteroid des inneren Hauptgürtels, der am 6. März 1975 von der russischen Astronomin Ljudmila Iwanowna Tschernych am Krim-Observatorium in Nautschnyj (IAU-Code 095) entdeckt wurde.

## Benennung
(2273) Yarilo wurde nach Jarilo, dem slawischen Gott für die Sonne, den Frühling, die Fruchtbarkeit und die Liebe, benannt.